# Consejería de Agricultura, Ganadería y Desarrollo Sostenible de la Junta de Extremadura
La Consejería de Agricultura, Ganadería y Desarrollo Sostenible es una consejería que forma parte de la Junta de Extremadura. Su actual consejera y máximo responsable es Mercedes Morán Álvarez.

## Competencias
- Agricultura y ganadería
- Diversificación y formación del medio rural
- Conservación de la naturaleza y áreas protegidas
- Evaluación y protección ambiental
- Planificación y coordinación hídrica
- Industria, energía y minas
- Sociedades cooperativas y laborales
- Política demográfica y poblacional

## Estructura Orgánica
- Consejera: Mercedes Morán Álvarez
  - Secretaría General: María Concepción Montero Gómez
  - Dirección General de Agricultura y Ganadería: José Manuel Benítez Medina
  - Dirección General de Política Agraria Comunitaria: Juan Eloy Rodríguez Ucedo
  - Dirección General de Desarrollo Rural: María de los Ángeles Muriel González
  - Secretaría General de Desarrollo Sostenible, Coordinación y Planificación Hídrica: Víctor Gerardo del Moral Agúndez
    - Dirección General de Sostenibilidad: Germán Puebla Ovando
    - Dirección General de Industria, Energía y Minas: Raquel Pastor López

  - Dirección General de Cooperativas y Economía Social: Diego Sánchez Duque

## Organismos adscritos
- Consorcio Agencia Extremeña de la Energía

## Consejeros
| Legislatura      | Inicio                                                                | Fin                                                                   | Titular                                                               | Partido                                                               |
| ---------------- | --------------------------------------------------------------------- | --------------------------------------------------------------------- | --------------------------------------------------------------------- | --------------------------------------------------------------------- |
| I (1983-1987)    | Consejería de Agricultura y Comercio                                  | Consejería de Agricultura y Comercio                                  | Consejería de Agricultura y Comercio                                  | Consejería de Agricultura y Comercio                                  |
| I (1983-1987)    | 7 de marzo de 1983                                                    | 18 de julio de 1987                                                   | Francisco Amarillo Doblado                                            | PSOE-E                                                                |
| I (1983-1987)    | Consejería de Obras Públicas, Urbanismo y Medio Ambiente              |                                                                       |                                                                       |                                                                       |
| I (1983-1987)    | 7 de marzo de 1983                                                    | 6 de mayo de 1986                                                     | Juan Serna Martín                                                     | PSOE-E                                                                |
| I (1983-1987)    | 7 de marzo de 1983                                                    | 18 de julio de 1987                                                   | Eugenio Álvarez Gómez                                                 | PSOE-E                                                                |
| II (1987-1991)   | Consejería de Agricultura y Comercio                                  | Consejería de Agricultura y Comercio                                  | Consejería de Agricultura y Comercio                                  | Consejería de Agricultura y Comercio                                  |
| II (1987-1991)   | 21 de julio de 1987                                                   | 5 de julio de 1991                                                    | Francisco Amarillo Doblado                                            | PSOE-E                                                                |
| II (1987-1991)   | Consejería de Obras Públicas, Urbanismo y Medio Ambiente              |                                                                       |                                                                       |                                                                       |
| II (1987-1991)   | 21 de julio de 1987                                                   | 5 de julio de 1991                                                    | Eugenio Álvarez Gómez                                                 | PSOE-E                                                                |
| III (1991-1995)  | Consejería de Agricultura, Industria y Comercio                       | Consejería de Agricultura, Industria y Comercio                       | Consejería de Agricultura, Industria y Comercio                       | Consejería de Agricultura, Industria y Comercio                       |
| III (1991-1995)  | 7 de julio de 1991                                                    | 18 de julio de 1995                                                   | Francisco Amarillo Doblado                                            | PSOE-E                                                                |
| III (1991-1995)  | Consejería de Agricultura, Industria y Comercio                       |                                                                       |                                                                       |                                                                       |
| III (1991-1995)  | 7 de julio de 1991                                                    | 18 de julio de 1995                                                   | Eugenio Álvarez Gómez                                                 | PSOE-E                                                                |
| IV (1995-1999)   | Consejería de Agricultura y Medio Ambiente                            | Consejería de Agricultura y Medio Ambiente                            | Consejería de Agricultura y Medio Ambiente                            | Consejería de Agricultura y Medio Ambiente                            |
| IV (1995-1999)   | 21 de julio de 1995                                                   | 19 de julio de 1999                                                   | Eugenio Álvarez Gómez                                                 | PSOE-E                                                                |
| V (1999-2003)    | 21 de julio de 1999                                                   | 25 de junio de 2003                                                   | Eugenio Álvarez Gómez                                                 | PSOE-E                                                                |
| VI (2003-2007)   | 27 de junio de 2003                                                   | 29 de junio de 2007                                                   | José Luis Quintana Álvarez                                            | PSOE-E                                                                |
| VII (2007-2011)  | Consejería de Agricultura y Desarrollo Rural                          | Consejería de Agricultura y Desarrollo Rural                          | Consejería de Agricultura y Desarrollo Rural                          | Consejería de Agricultura y Desarrollo Rural                          |
| VII (2007-2011)  | 2 de julio de 2007                                                    | 9 de julio de 2011                                                    | Juan María Vázquez                                                    | PSOE-E                                                                |
| VII (2007-2011)  | Consejería de Industria, Energía y Medio Ambiente                     |                                                                       |                                                                       |                                                                       |
| VII (2007-2011)  | 2 de julio de 2007                                                    | 9 de julio de 2011                                                    | José Luis Navarro Ribera                                              | PSOE-E                                                                |
| VIII (2011-2015) | Consejería de Agricultura, Desarrollo Rural, Medio Ambiente y Energía | Consejería de Agricultura, Desarrollo Rural, Medio Ambiente y Energía | Consejería de Agricultura, Desarrollo Rural, Medio Ambiente y Energía | Consejería de Agricultura, Desarrollo Rural, Medio Ambiente y Energía |
| VIII (2011-2015) | 7 de julio de 2011                                                    | 4 de julio de 2015                                                    | José Antonio Echávarri Lomo                                           | PP-E                                                                  |
| IX (2015-2019)   | Consejería de Medio Ambiente y Rural, Políticas Agrarias y Territorio | Consejería de Medio Ambiente y Rural, Políticas Agrarias y Territorio | Consejería de Medio Ambiente y Rural, Políticas Agrarias y Territorio | Consejería de Medio Ambiente y Rural, Políticas Agrarias y Territorio |
| IX (2015-2019)   | 6 de julio de 2015                                                    | 15 de septiembre de 2015                                              | Santos Jorna Escobero                                                 | PSOE-E                                                                |
| IX (2015-2019)   | 15 de septiembre de 2015                                              | 1 de julio de 2019                                                    | Begoña García Bernal                                                  | PSOE-E                                                                |
| X (2019-2023)    | Consejería de Agricultura, Desarrollo Rural, Población y Territorio   | Consejería de Agricultura, Desarrollo Rural, Población y Territorio   | Consejería de Agricultura, Desarrollo Rural, Población y Territorio   | Consejería de Agricultura, Desarrollo Rural, Población y Territorio   |
| X (2019-2023)    | 1 de julio de 2019                                                    | 17 de julio de 2023                                                   | Begoña García Bernal                                                  | PSOE-E                                                                |
| X (2019-2023)    | Consejería de Transición Ecológica y Sostenibilidad                   |                                                                       |                                                                       |                                                                       |
| X (2019-2023)    | 1 de julio de 2019                                                    | 17 de julio de 2023                                                   | Olga García García                                                    | PSOE-E                                                                |
| XI (2023-)       | Consejería de Agricultura, Ganadería y Desarrollo Sostenible          | Consejería de Agricultura, Ganadería y Desarrollo Sostenible          | Consejería de Agricultura, Ganadería y Desarrollo Sostenible          | Consejería de Agricultura, Ganadería y Desarrollo Sostenible          |
| XI (2023-)       | 20 de julio de 2023                                                   | En el Cargo                                                           | Mercedes Morán Álvarez                                                | PP-E                                                                  |